# Max Schwarte
Max Schwarte, född den 5 april 1860 i Solingen, död den 14 december 1945, var en tysk militär och militärskriftställare.
Schwarte blev ingenjörofficer 1880, generalstabsofficer 1896, överste 1909 samt generalmajor och infanteribrigadchef 1913. I första världskriget förde han, som därunder befordrades till generallöjtnant, 1914–1915 17:e reservfördelningen och 1915-17 10:e infanterifördelningen, båda på västfronten. År 1917 avgick han ur aktiv tjänst. 
Framstående skriftställare, särskilt på det militärtekniska området, skrev han bland annat Festungskrieg (2 band, 1905–1906), Technik des Kriegswesens (1913), Die Technik im Weltkriege (1920; 2:a upplagan 1922) och Die Technik im Zukunftskriege (1924) samt utgav det stora verket Der grosse Krieg (10 band, 1921–1933), Die militärischen Lehren des grossen Krieges (1920; 2:a upplagan 1923) och Kriegslehren I (1925).